# 利府町立利府第二小学校
利府町立利府第二小学校（りふちょうりつ りふだい2しょうがっこう）は宮城県宮城郡利府町にある公立小学校。

## 概要
```
昭和の後期に造られた鉄筋コンクリートの校舎でかなり古い校舎だが改築工事が予定されている。
高台にある学校のため神谷沢、加瀬、また多賀城市や仙台市の景色がよく見える、校舎3階からは海が見えることもある。
屋上は以前児童でも出入りでき学習に利用されたりしていたが現在は太陽光パネルの設置により立ち入り禁止となっている。
```

校庭には「築山」と呼ばれる人工の小さな山があり児童の遊び場として非常に愛されている。またその他の遊具も充実しており放課後、学校
に残って遊んでいる児童も多い。遊具だけでなくドッジボールやサッカー、キックベースなどの球技が盛んで休み時間には楽しげな声が聞こえてくる。そのためか運動神経の良い児童が多く、大多数の児童が進学する[利府西中学校]は宮城県においてトップクラスの部活が盛んな中学校となっている。

## 沿革
旧 利府町立利府小学校菅谷分校の跡地に校舎が完成する。
- 1977年（昭和52年）4月 - 利府町立利府小学校より分離開校[1]
- 1999年（平成11年）4月 - 利府町立菅谷台小学校が分離開校

## 学区
- 飯土井、神谷沢、菅谷の大部分 [2]

## 卒業後
- 利府西中学校へ進学する [2] 。

## 著名な卒業生
星野英正(プロゴルファー)